# Heckler & Koch HK CAWS
A Heckler & Koch HK CAWS (Close Assault Weapon System) é um protótipo de escopeta automática - projetada como uma escopeta de combate - co-produzida pela Heckler & Koch e Winchester/Olin durante a década de 1980. Foi a entrada da Heckler & Koch no programa Close Assault Weapon System das forças armadas dos EUA.
É uma escopeta bullpup de 10 tiros, calibre 12, com dois modos de disparo: semiautomático e automático. A arma é totalmente ambidestra.